# Jaroslav Obšut
Jaroslav Obšut (Prešov, 9 marzo 1976) è un hockeista su ghiaccio slovacco.

## Carriera
Nel corso della sua carriera ha indossato, tra le altre, le maglie di Swift Current Broncos, Edmonton Ice, Medicine Hat Tigers, Syracuse Crunch, Manitoba Moose, Worcester IceCats, St. Louis Blues, Colorado Avalanche, Luleå HF, HC Spartak Mosca, HC Dinamo Minsk, HKm Zvolen, HC Prešov 07, HK Dukla Trenčín e HC Bratislava.
Con la nazionale slovacca ha partecipato ai Giochi olimpici invernali 2002 e a due edizioni dei campionati mondiali (2005 e 2009).